# 가필드 2
가필드 2(Garfield: A Tail of Two Kitties)는 2006년 공개된 영화로, 2004년에 개봉된 영화 《가필드》의 속편이다.

## 줄거리
존 아버클은 여자친구 리즈에게 청혼하기 위해 런던으로 떠나고, 애완 고양이 가필드와 강아지 오디는 몰래 짐에 숨어 함께 영국으로 간다. 런던에서 길을 잃은 가필드는 우연히 영국 시골의 칼라일 성에서 살고 있는, 자신과 똑같이 생긴 고양이 왕자 '프린스'와 뒤바뀌게 된다.
프린스는 고인이 된 주인의 유산으로 성을 상속받았지만, 성을 콘도로 개조하려는 욕심 많은 조카 '다기스'에게 위협받고 있었다. 다기스는 프린스를 없애려 하지만 실패하고, 가필드는 왕자 대신 성에서 호화로운 생활을 누린다. 한편 프린스는 평범한 애완동물처럼 지내면서 각자의 삶에 적응해 가지만, 곧 서로의 예전 삶을 그리워한다.
결국 가필드는 동물들이 다기스에게서 성을 지켜야 한다는 것을 깨닫고, 프린스와 함께 다기스를 물리치기로 결심한다. 존과 오디는 가필드와 프린스가 뒤바뀐 사실을 알게 되고, 리즈와 함께 성으로 향한다. 가필드와 프린스는 다기스의 계획을 폭로하고, 다기스는 결국 체포된다. 가필드는 존이 리즈에게 청혼하는 것을 돕고, 리즈는 청혼을 받아들인다.

## 출연

### 주연
- 빌 머레이
- 브레킨 메이어

### 조연
- 제니퍼 러브 휴잇
- 빌리 코놀리
- 루시 데이비스
- 이안 아베크롬비

## 기타
- 원작자: 짐 데이비스
- 공동제작: 브라이언 매니스
- 미술: 토니 버로우
- 의상: 프랜신 제이미슨 탠척
- 배역: 매튜 존 벡
- 배역: 캐리 힐튼
- 배역: 모니카 스완